# Karl-Otto Saur (Journalist)
Karl-Otto Saur (* 14. März 1944) ist ein deutscher Journalist.

## Leben
Karl-Otto Saur ist Sohn des Ingenieurs und Rüstungsstaatssekretärs im nationalsozialistischen Deutschland Karl-Otto Saur. Der Verleger Klaus Gerhard Saur ist sein älterer Bruder, der Schriftsteller Michael Saur ist sein Sohn.
Saur arbeitete siebzehn Jahre als Journalist bei der Süddeutschen Zeitung, die meiste Zeit davon als Leiter der „Redaktion Hörfunk und Fernsehen“. Nach einem Intermezzo bei der Münchener Abendzeitung ging er als Ressortleiter Kultur zum Spiegel nach Hamburg, machte sich aber 1992 in der Region München selbständig. Sein „Kontor für Kultur und Kommunikation“ in Ebenhausen hat Programme für den Bayerischen Rundfunk produziert, Serviceaufträge für Pressehäuser erledigt und Buchreihen für Verlagshäuser konzipiert. Von 2000 bis 2012 leitete Saur außerdem das Fernsehfilm-Festival Baden-Baden.
Mit seinem Sohn Michael schrieb er wechselweise die Kapitel zu dem Buch über seinen Vater Er stand in Hitlers Testament, das 2007 erschien.

## Schriften
- "Ein bisserl was geht immer". Deutscher Taschenbuch Verlag, München 2009
- mit Michael Saur: Er stand in Hitlers Testament. Ein deutsches Familienerbe. Econ, Berlin 2007
- 11.9.2001, der Angriff auf die USA. Weltbild, Augsburg 2004
- Friedrich Krupp. Ullstein, Berlin 1999
- mit Rainer Kabel: Information, Unterhaltung, Bildung – öffentlich-rechtlich oder privat?. Fernuniv., Gesamthochsch., Hagen 1988
- Klipp und klar. 100 x Fernsehen und Hörfunk. Bibliographisches Institut, Mannheim, Wien, Zürich 1978
- mit Grete Gringmuth: Handbuch der technischen Dokumentation und Bibliographie. Verlag Dokumentationen der Technik, München 1960